# Écrouves
Écrouves est une commune française située dans la communauté de communes Terres Touloises, le département de Meurthe-et-Moselle et la région Grand Est. Dès son apparition au IXe siècle, elle est sous l’influence de la ville de Toul, très proche. En 2022, Écrouves compte 4 457 habitants.

## Géographie

### Localisation
Écrouves est une ville banlieue de Toul. Son centre est situé à 4 km à l'ouest de celui de Toul, sur la route de Paris, où passait l'ancienne voie romaine voie romaine Reims-Naix-Toul-Metz.
| Bruley | Pagney-derrière-Barine |            |
| Foug   | Écrouves               | Toul       |
|        | Choloy-Ménillot        | Domgermain |

### Ban communal
La commune se partage en quatre quartiers : 
- le centre, appelé « le village » par les habitants,
- Grandménil à l'ouest, aujourd'hui aggloméré au village,
- Bautzen à l'est,
- La Justice au sud-est.

### Occupation du sol
D'après les données Corinne Land Cover, le territoire comprend 27 % de forêts, 38 % de terres arables, cultures et prairies alors que les zones plus anthropisées représentent 36 % (dont 26 % de zones urbaines et 5 % de zones industrielles).

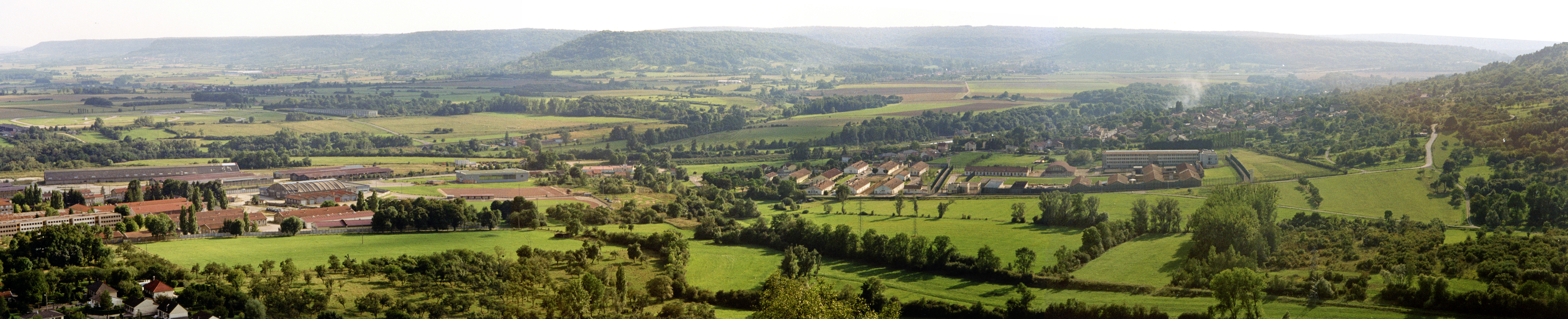
Le village vu de la Côte Barine.

### Géologie et relief
Au nord se trouve un plateau des Côtes de Meuse dénommé simplement le Plateau par les habitants : il culmine à 384 mètres.
La pente est forte au-dessus de l'église, où les sols sont calcaires, plus douce en dessous, où les trois quartiers nord se sont développés sur des marnes.
Au sud, les sols sont constitués des sédiments (argiles) de l'ancien cours de la Moselle : la côte la plus basse est 213 mètres.
Les calcaires ont fait l'objet d'une exploitation dans les années 1990-2000.
Hydrogéologie et climatologie : Système d’information pour la gestion des eaux souterraines du bassin Rhin-Meuse :
Territoire communal : Occupation du sol (Corinne Land Cover); Cours d'eau (BD Carthage),
Géologie : Carte géologique; Coupes géologiques et techniques,
 Hydrogéologie : Masses d'eau souterraine; BD Lisa; Cartes piézométriques.

### Hydrographie
La commune est dans le bassin versant du Rhin au sein du bassin Rhin-Meuse. Elle est drainée par le canal de la Marne au Rhin, le Petit Ingressin, le ruisseau de Franchemare , le ruisseau du Val des Nonnes et le ruisseau l'Ingressin,.
Le canal de la Marne au Rhin, long de 293 km et comportant 178 écluses à l'origine, relie la Marne (à Vitry-le-François) au Rhin (à Strasbourg). Par le canal latéral de la Marne, il est connecté au réseau navigable de la Seine vers l'Île-de-France et la Normandie. 
La vallée a été creusée par la Moselle du temps où elle allait se jeter dans la Meuse, avant sa capture par la Meurthe.

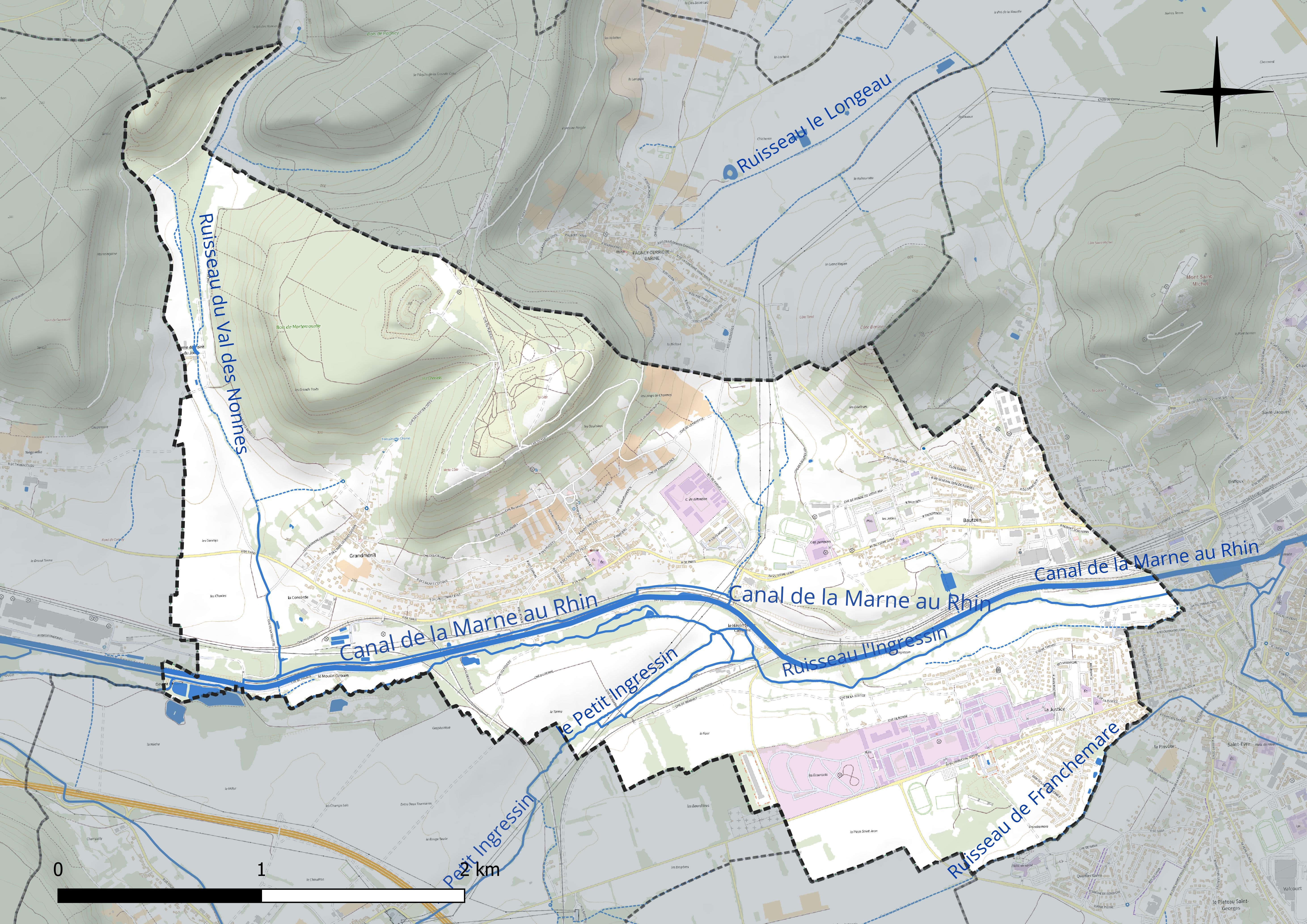
Réseau hydrographique d'Écrouves.

### Climat
Pour des articles plus généraux, voir Climat du Grand Est et Climat de Meurthe-et-Moselle.
En 2010, le climat de la commune est de type climat des marges montargnardes, selon une étude du Centre national de la recherche scientifique s'appuyant sur une série de données couvrant la période 1971-2000. En 2020, Météo-France publie une typologie des climats de la France métropolitaine dans laquelle la commune est exposée à un climat océanique altéré et est dans la région climatique  Lorraine, plateau de Langres, Morvan, caractérisée par un hiver rude (1,5 °C), des vents modérés et des brouillards fréquents en automne et hiver. 
Pour la période 1971-2000, la température annuelle moyenne est de 9,7 °C, avec une amplitude thermique annuelle de 16,7 °C. Le cumul annuel moyen de précipitations est de 857 mm, avec 12,6 jours de précipitations en janvier et 9,1 jours en juillet. Pour la période 1991-2020, la température moyenne annuelle observée sur la station météorologique de Météo-France la plus proche, « Nancy-Ochey », sur la commune d'Ochey à 13 km à vol d'oiseau, est de 10,5 °C et le cumul annuel moyen de précipitations est de 810,4 mm. 
La température maximale relevée sur cette station est de 39,6 °C, atteinte le 25 juillet 2019 ; la température minimale est de −19,1 °C, atteinte le 12 janvier 1987,,. 
Les paramètres climatiques de la commune ont été estimés pour le milieu du siècle (2041-2070) selon différents scénarios d'émission de gaz à effet de serre à partir des nouvelles projections climatiques de référence DRIAS-2020. Ils sont consultables sur un site dédié publié par Météo-France en novembre 2022.

### Voies de communications et transports
La commune d'Écrouves est coupée en deux par un triple axe de communication ouest-est formant un bandeau large de 200 à 500 mètres et isolant ainsi la Justice des trois autres quartiers. L'on trouve (du nord au sud) : 
- la route D 400 (ancienne route nationale 4) ;
- la ligne ferroviaire Paris-Strasbourg ;
- le canal de la Marne au Rhin.

À quoi s'ajoute, au sud-ouest, l'embranchement de la transversale de Toul à Culmont - Chalindrey et Dijon.

## Urbanisme

### Typologie
Au 1er janvier 2024, Écrouves est catégorisée ceinture urbaine, selon la nouvelle grille communale de densité à sept niveaux définie par l'Insee en 2022.
Elle appartient à l'unité urbaine de Toul, une agglomération intra-départementale regroupant quatre  communes, dont elle est une commune de la banlieue,,. Par ailleurs la commune fait partie de l'aire d'attraction de Nancy, dont elle est une commune de la couronne,. Cette aire, qui regroupe 353 communes, est catégorisée dans les aires de 200 000 à moins de 700 000 habitants,.

### Occupation des sols
L'occupation des sols de la commune, telle qu'elle ressort de la base de données européenne d’occupation biophysique des sols Corine Land Cover (CLC), est marquée par l'importance des territoires agricoles (42,3 % en 2018), une proportion sensiblement équivalente à celle de 1990 (42,9 %). La répartition détaillée en 2018 est la suivante : forêts (27,1 %), zones urbanisées (26,3 %), prairies (22,4 %), cultures permanentes (7,8 %), terres arables (7,5 %), zones agricoles hétérogènes (4,6 %), espaces ouverts, sans ou avec peu de végétation (4,2 %), zones industrielles ou commerciales et réseaux de communication (0,2 %). L'évolution de l’occupation des sols de la commune et de ses infrastructures peut être observée sur les différentes représentations cartographiques du territoire : la carte de Cassini (XVIIIe siècle), la carte d'état-major (1820-1866) et les cartes ou photos aériennes de l'IGN pour la période actuelle (1950 à aujourd'hui).

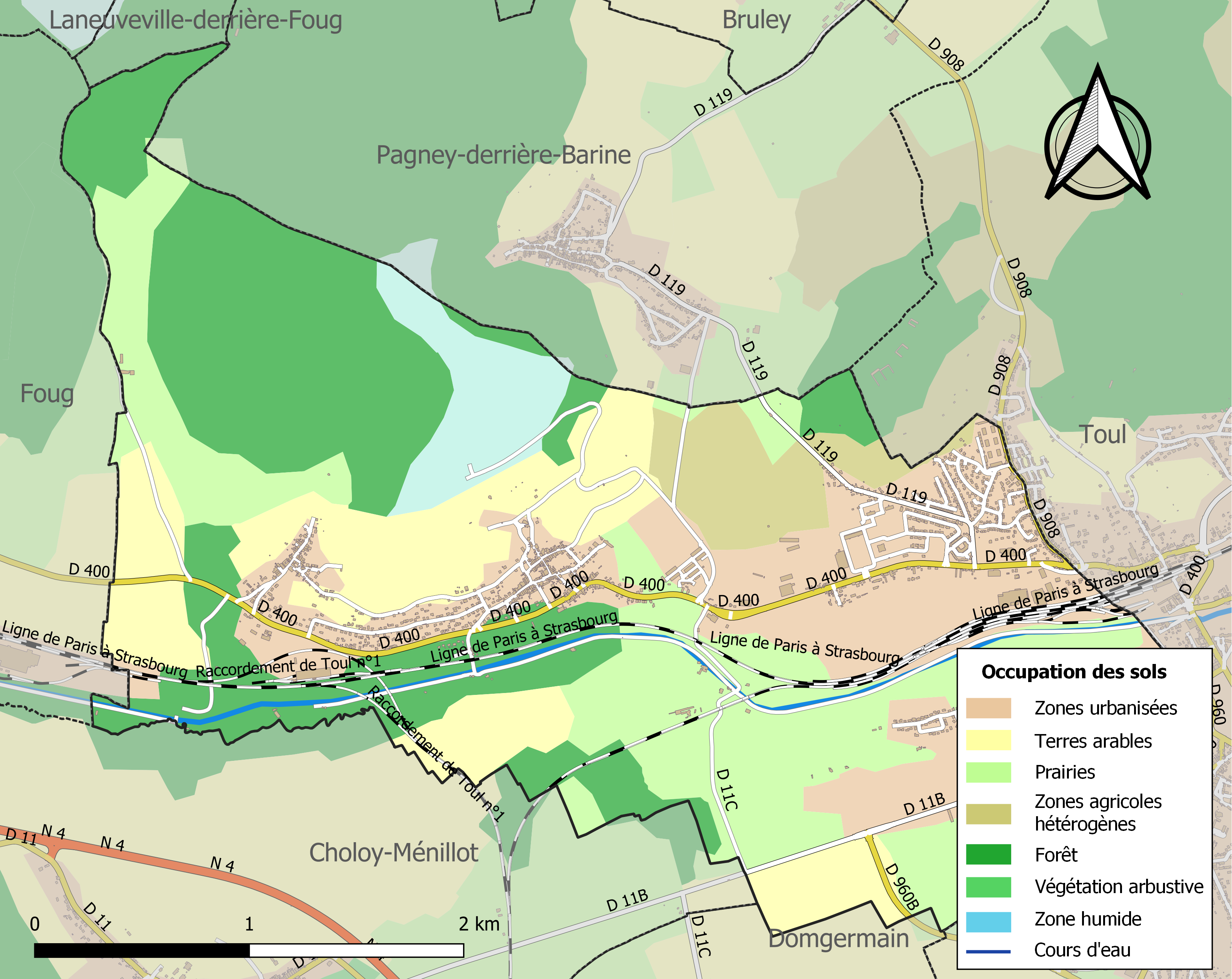
Carte des infrastructures et de l'occupation des sols de la commune en 2018 (CLC).

## Toponymie et gentilé
Le nom de la localité est attesté sous les formes latines Scrubulo en 885 et Scrupulis au milieu du Xe siècle. Les premières formes vernaculaires sont Escrouvles en 1181 et Acrouves en 1244, et finalement Escrouves en 1519.

Le nom de la ville serait donc issu du latin scrupulum (dont Scrupulis est l'ablatif pluriel), terme qui désignait entre autres la plus petite unité de mesure agraire, d'une valeur d'environ 8,70 m2.

Les habitants d’Écrouves sont attachés à l'étymologie populaire rattachant ce toponyme aux écrouelles, forme cutanée de la tuberculose que guérissait leur source miraculeuse. Les écrouelles étant aussi appelées scrofules, cette étymologie a donné naissance au gentilé : les habitants d’Écrouves sont appelés les Scrofuliens.
Grandménil apparaît en 1069 sous la forme latine Mansionile juxta Scropula (Mesnil près Écrouves), puis Manilum ou Masnilum en 1180. Les formes vernaculaires sont Le Mesnil en 1519, Le-Grand-Mesnil-lez-Écrouves en 1568, Le-Grand-Mesnil-lès-Toul en 1572, et finalement Grand-Mesnil en 1594.

Une étymologie populaire rattache souvent le toponyme Mesnil ou Ménil au terme moulin : c'est en réalité l'un des nombreux mots désignant un village au haut Moyen Âge (cf. Du Cange sous mansionile et l'article Mesnil). Le nom de Grandménil se dit manifestement par opposition au Petit Ménil qu'est Ménillot, situé en face, de l'autre côté de l'Ingressin (commune de Choloy-Ménillot).

La Justice était sous l'Ancien Régime le lieu du gibet de Toul.

Bautzen, qui s'est développée au XIXe siècle autour de casernes, doit son nom à une bataille napoléonienne qui s’est déroulée dans la ville allemande de Bautzen.

Report cartographique de toponymes d’Écrouves.

Liste de micro-toponymes relevés sur la commune d'Écrouves à partir des plans cadastraux et plans de Toul et environs.

### Micro-toponymie
(Les toponymes qui ne sont plus utilisés sur les cartes modernes sont signalés comme « inusités »)
| Toponymes rencontrés            | Autre orthographe | Origines |
| Truotte                         |                   | Chemin de la Truotte - origine inconnue |
| Devant Saint-Urbain             |                   | Saint Urbain patron des vignerons avait une chapelle dédiée sur la côte Barine |
| Les Anneresses                  |                   | Inconnue |
| Parterre (le)                   |                   | Inconnue |
| Entre bas barine                |                   | Toponyme inspiré par le relief, point bas de la vallée entre le mont St Michel et la côte Barine. Passage d'un ancien ruisseau se jetant dans l'Ingressin                                           |
| Bas de l'Ingressin              |                   | En référence à la partie aval du cours d'eau l'Ingressin (éthy. du latin ingredior : "entrer dans")                                                                                                 |
| Saint-Esprit (toponyme inusité) |                   | En référence à la trinité dans la religion catholique |
| Pré de la madeleine             |                   | Inconnue |
| Derrière le Moulin de Haut      |                   | En référence à un ancien moulin situé en partie amont de l'Ingressin |
| Justice (La)                    |                   | En référence à un relief sur lequel était situé un gibet |
| Charognerie (la)                |                   | Du latin populaire *caronia ; dérivé de caro, carnis (« chair»).Composé de charogne et du suffixe -erie. - ou "carnifex" le bourreau. Il était un cimetière à cet endroit                           |
| Côte Barine                     |                   | De l'ancien nom des deux monts de TOUL "BAR" ou "MontBar" et dim. - ine pour le plus petit |
| Côte Thorel                     |                   | Inconnue |
| Les Oiseleurs                   |                   | En référence à Henri II dit "l'Oiseleur" ? |
| La Hayotte                      |                   | De Haye (haie en anc. français) et diminutif - otte |
| Hayotte (sous)                  |                   | De Haye (haie en anc. français) et diminutif - otte |
| Marinvaux (fonds)               | Narinvaux         | De Val, vals, vaux (Vallée en anc. français) et un anthroponyme "Marin ou Narin" : pour désigner le fond d'une vallée parcourue par un ruisseau (ruisseau de Narinvau sur les planches cadastrales) |
| Les Gaulaires (dessus les       |                   | Inconnue |
| Narinvaux                       | Marinvaux         | D'un anthroponyme "Marin ou Narin" : pour désigner une vallée parcourue par un ruisseau (ruisseau de Narinvaux) sur les planches cadastrales)                                                       |
| Cuvelaires                      |                   | Inconnue |
| Aiguillons (les)                |                   | Inconnue |
| Gaulaires (les)                 |                   | Inconnue |
| Traits (les petits)             |                   | De traits, tracé fait dans les champs par la charrue tractée par un animal |
| Point du jour (le)              |                   | En référence au point cardinal vers lequel se couche le soleil ? |
| Traits (Les grands)             |                   | De traits, tracé fait dans les champs par la charrue tractée par un animal |
| Fontaines (les)                 |                   | En référence à des résurgences qui pouvaient alimenter les deux ruisseaux du Val des Nonnes : le Pantoux                                                                                            |
| Guindées (les)                  |                   | Inconnue |
| Guindées (dessus de)            |                   | Inconnue |
| Chariels (les)                  |                   | Inconnue |
| Vallées (les)                   |                   | En référence au relief (ici ou plusieurs vallées) |
| Murots (les)                    |                   | Inconnue |
| Murots (sous les)               |                   | Inconnue |
| Auge (sur l')                   |                   | Inconnue |
| Vertes côtes (les)              |                   | En référence à la partie très pentue (côte) qui précède le plateau qui domine Écrouves |
| Champ Beau Sire                 |                   | Inconnue |
| Église (derrière l')            |                   | Du lieu placé au chevet de l’édifice religieux |
| Saussy (le)                     |                   | Probablement lié à la présence d'un ruisseau signalé sur les planches cadastrales ? |
| Grossières (les)                |                   | Inconnue |
| Source (sous la)                |                   | En référence à des résurgences qui pouvaient alimenter les deux ruisseaux du Val des Nonnes : le Pantoux                                                                                            |
| Bois de la source               |                   | En référence à des résurgences qui pouvaient alimenter les deux ruisseaux du Val des Nonnes : le Pantoux                                                                                            |
| Paquis (Grand)                  |                   | Lieu où le gibier vient paître.(Par extension) Toute sorte de pâturages. |
| Vieilles terres                 | Franc Cul         | Aussi mentionné sous le vocable "Franc cul" (de (re)culée : partie la plus éloignée d'un territoire), désigne le fond de la vallée vers le Val des Nonnes.                                          |
| Morte Moselle (sous)            |                   | Peut être une référence à la "Mosella" (au sens de petite Meuse) dont le cours a été modifié ? |
| Morte Moselle (bois de )        |                   | Peut être une référence à la "Mosella" (au sens de petite Meuse) dont le cours a été modifié ? |
| Conroys (les)                   |                   | Étymologiquement de "con" (au sens de "courbes) et "roy" (au sens de rayons, traits dans les champs) : les champs courbes ou bien de Colritum ou Colridum de corylus, le coudrier en ancien fran.   |
| Conroy sur les prés             |                   | Étymologiquement de "con" (au sens de "courbes) et "roy" (au sens de rayons, traits dans les champs) : les champs courbes ou bien de Colritum ou Colridum de corylus, le coudrier en ancien fran.   |
| Fontaines (sous les)            |                   | En référence à des résurgences qui pouvaient alimenter les deux ruisseaux du Val des Nonnes : le Pantaux                                                                                            |
| Merles (les)                    |                   | Inconnue |
| Grisins (les)                   |                   | Inconnue |
| Grand-Menil                     |                   | L'un des nombreux mots désignant un village au Haut Moyen Âge (cf. Du Cange sous mansionile et l'article Mesnil).                                                                                   |
| Meiche (la)                     | Mèche             | Inconnue |
| Plante sur la route             |                   | En référence à la très ancienne voie dite ""de France" que surplombent ces terres dédiées aux "plants" de vigne.                                                                                    |
| Croix (sous la)                 |                   | En référence à une croix encore visible en bord de route |
| Vignes l'Evêque                 |                   | En référence à une partie des plantations de vignes dépendant d'un évêque ou dont le fruit lui était consacré                                                                                       |
| Village (le)                    |                   | Au milieu d'Écrouves proprement dite, appelée "le village" par les habitants |
| Sablons (les)                   |                   | Méandre sableux de l'Ingressin |
| La Bergerie (sous la)           |                   | En référence à la présence d'un ensemble construit pour l’élevage |
| Faubades (les)                  |                   | Inconnue |
| Côte (La)                       |                   | En référence à la partie très pentue (côte) qui précède le plateau qui domine Écrouves |
| Plateau (le)                    |                   | Plateau géologique qui domine les anciens villages d'Écrouve et Ménil (384 mètres.) |
| Manginpères (les)               |                   | Inconnue |
| Prouille (le)                   |                   | Inconnue |
| Gués (les)                      |                   | Référence à un lieu de passage pour traverser l'Ingressin avant la construction de ponts |
| Foulot (le)                     |                   | Tourbillon de vent (anc. français) |
| Terme (le)                      |                   | Vocable qui désigne le fond d'une parcelle, ici ceinturée par les méandres de l'Ingressin |
| Four (sur le)                   |                   | En référence à la présence (non attestée) d'un four banal sur la commune ? |
| Terme (sur le)                  |                   | Vocable qui désigne le fond d'une parcelle, ici ceinturée par les méandres de l'Ingressin |
| Saint-Jean (la pièce)           |                   | En référence au personnage de la religion catholique |
| Jallins (les)                   |                   | Inconnue |
| Franchemare                     |                   | En référence à un ruisseau mentionné sur les planches cadastrales "De franchemare" lui-même sans doute associé à d'anciens lieux de concentration d'eau aujourd'hui disparus (mares)                |
| Bouteilles (les)                |                   | Inconnu |
| Longs de Charmes                |                   | Parcelles situées le long du ruisseau de Narinvaux et probablement planté de Charmes ? |
| Chanot (le)                     |                   | Chenaie ? |
| Devant Choatel                  |                   | Le Choatel était une maison ferme |
| Four (le)                       |                   | En référence à la présence (non attestée) d'un four banal sur la commune ? |
| Concentration (La)              |                   | Inconnue |
| Franchemare (Au-dessus de)      |                   | En référence à un ruisseau mentionné sur les planches cadastrales "De franchemare" lui-même sans doute associé à d'anciens lieux de concentration d'eau aujourd'hui disparus (mares)                |
| Hauteur de la Justice           |                   | Voir "Justice" |
| Ponteaux (les)                  |                   | Petits ponts ? |
| Cuvelle (la)                    | Cuvette           | De Cuve (anc. français cueva, lat. cupa) qui a donné cuvette. (Par analogie) - (Géographie) Configuration de terrain en forme d’entonnoir. le relief le confirme                                    |
| Prés de la Cuvelle (la)         |                   | De Cuve (anc. français cueva, lat. cupa) qui a donné cuvette. (Par analogie) - (Géographie) Configuration de terrain en forme d’entonnoir. le relief le confirme                                    |
| Ingressin (Val d')              |                   | La vallée parcourue par l'Ingressin |
| Ecourants (les)                 |                   | Inconnue |
| Marceau (Quartier)              |                   | Inconnue, toponyme ayant effacé le toponyme ancien au XIXe siècle, lors de la construction des casernements                                                                                         |
| Sainte-Catherine (Moulin)       |                   | De la présence d'un Moulin sur l'Ingressin |
| Girouin                         |                   | Inconnue |
| Concorde (La)                   |                   | Inconnue |
| Ronchères (les)                 |                   | (anc. français ) Lieu plein de ronces |
| Archange (l')                   |                   | Du personnage de la religion catholique et en référence à la hauteur du site au pied du plateau |
| Rouges-terres (les)             |                   | Peut-être liés à une géologie particulière, (non attesté) |

## Histoire

### Ancien Régime
Très ancien village, Écrouves est mentionné dans les diplômes du roi Arnou (894), de Charles-le-Gros (890), de Charles-le-Simple et dans la une bulle de Léon IX (1051).
Source miraculeuse mentionnée lors des conciles de Savonnières en 859 et 862. Au XIIIe siècle, il existait sans doute une chapelle à l’emplacement actuel de l’église, qui abritait une source réputée pour la guérison des écrouelles,.
Cette source aurait été célèbre pour permettre la guérison des écrouelles faisant du village un lieu de pèlerinage, ce qui aurait conduit à la création d’une chapelle au  Xe siècle pour abriter la source. C’est sur cette supposée chapelle qu’a été bâtie l’église du village au XIIe siècle.
Vignobles réputés de la période gallo-romaine, [source insuffisante] à la Première Guerre mondiale.

### Époque contemporaine
Écrouves a été une ville de garnison très importante. Au quartier Fabvier, elle abrite encore aujourd'hui le 516e régiment du train. Dans le quartier Bautzen, avenue du 15e Génie, les installations de l'ex- 15e régiment du génie de l'air caserne Thouvenot dont le passé est fortement lié à celui d'Écrouves.
En 1919, le 68e RA stationne à Metz et son dépôt  est à Épinal. Le 10 juin 1922, la portion centrale est transférée à Toul et installée dans les casernes Teulié, Dedon et Marceau. Le polygone d'instruction d'Écrouves est agrandi. En 1923, il occupe également la caserne Bautzen.

## Politique et administration

### Liste des maires
| Période                                  | Période                   | Identité                                       | Étiquette      | Qualité              |
| ---------------------------------------- | ------------------------- | ---------------------------------------------- | -------------- | -------------------- |
| Les données manquantes sont à compléter. |                           |                                                |                |                      |
| Maire en 1961                            |                           | Alexandre Guillaume                            |                |                      |
| mars 1989                                | avril 1995 (démission)    | Francis Michel                                 | DVG            |                      |
| juin 1995                                | mars 2001                 | Claude Triffandier                             | Sans étiquette | Comptable à PAM Foug |
| mars 2001                                | février 2006              | Jean Voltz                                     | DVD            |                      |
| mars 2006                                | En cours (au 28 mai 2021) | Roger Sillaire, Réélu pour le mandat 2020-2026 | DVG            | Ancien cadre         |

En 1995, le maire d'Écrouves, Francis Michel, démissionne pour protester contre le vote massif des habitants pour le candidat Front national (25,44 %) au premier tour de l'élection présidentielle. L'émission Envoyé spécial de France 2 y a consacré un reportage diffusé le 8 juin 1995 et intitulé « Mon village à l'heure du Front National ».

### Budget et fiscalité 2021

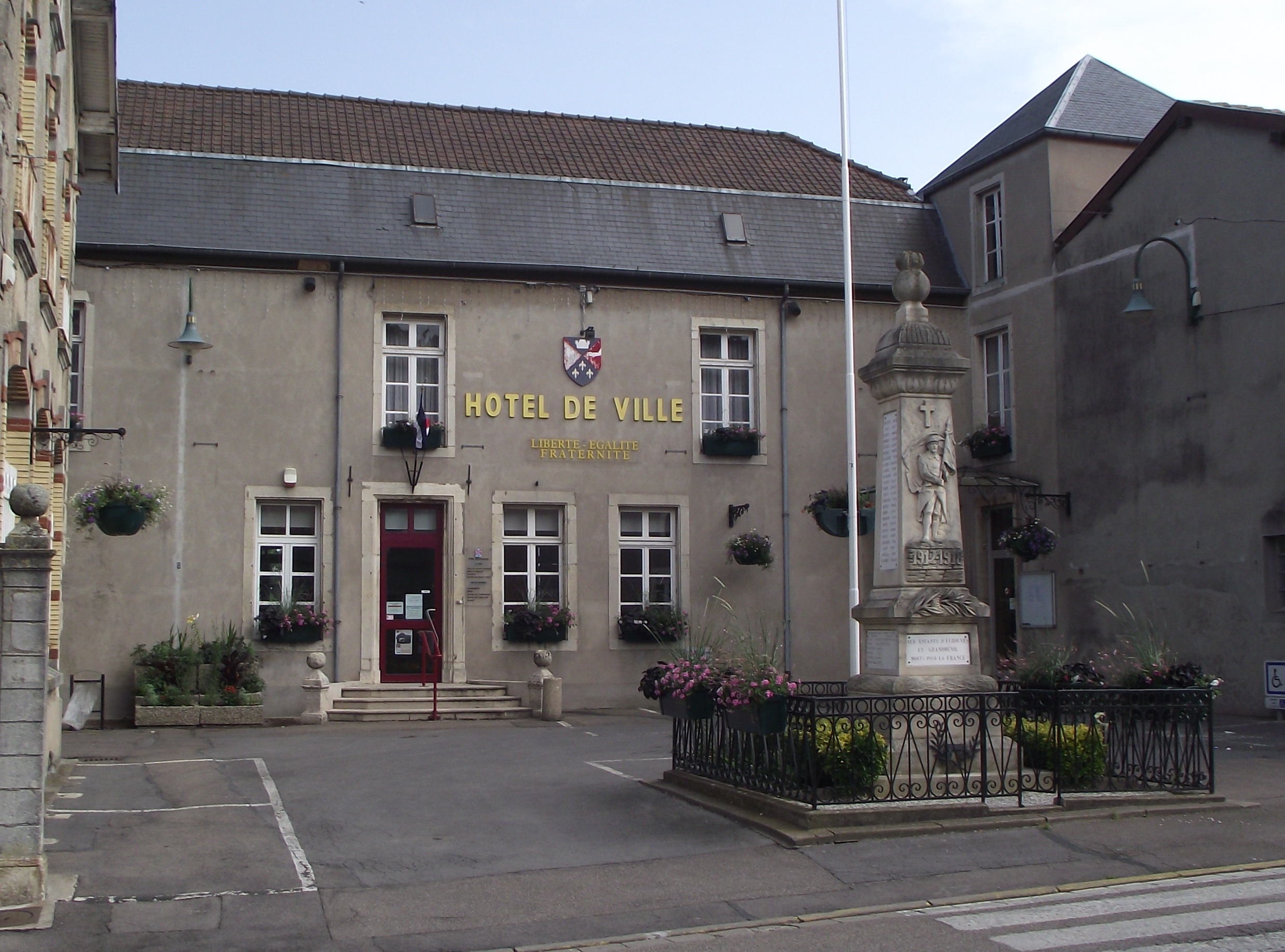
Hôtel de ville.

En 2021, le budget de la commune était constitué ainsi :
- total des produits de fonctionnement : 2 838 000 €, soit 637 € par habitant ;
- total des charges de fonctionnement : 2 385 000 €, soit 536 € par habitant ;
- total des ressources d'investissement : 1 219 000 €, soit 274 € par habitant ;
- total des emplois d'investissement : 1 121 000 €, soit 252 € par habitant ;
- endettement : 1 330 000 €, soit 299 € par habitant.

Avec les taux de fiscalité suivants :
- taxe d'habitation : 12,71 % ;
- taxe foncière sur les propriétés bâties : 30,34 % ;
- taxe foncière sur les propriétés non bâties : 14,58 % ;
- taxe additionnelle à la taxe foncière sur les propriétés non bâties : 0,00 % ;
- cotisation foncière des entreprises : 0,00 %.

Chiffres clés Revenus et pauvreté des ménages en 2020 : médiane en 2020 du revenu disponible, par unité de consommation : 22 760 €.

### Jumelages
Écrouves n'a contracté aucun jumelage.

### Services publics
Se trouvent sur le territoire d'Écrouves :
- le siège de la communauté de communes Terres Touloises ;
- la caserne des pompiers du Toulois ;
- la piscine du Toulois (centre aquatique Ovive) ;
- le centre de détention (ancienne caserne de 1913) ;
- le quartier Fabvier, résidence du 516e RT.

## Population et société

### Démographie

#### Pyramide des âges
L'évolution du nombre d'habitants est connue à travers les recensements de la population effectués dans la commune depuis 1793. Pour les communes de moins de 10 000 habitants, une enquête de recensement portant sur toute la population est réalisée tous les cinq ans, les populations de référence des années intermédiaires étant quant à elles estimées par interpolation ou extrapolation. Pour la commune, le premier recensement exhaustif entrant dans le cadre du nouveau dispositif a été réalisé en 2005.

En 2022, la commune comptait 4 457 habitants, en évolution de +1,87 % par rapport à 2016 (Meurthe-et-Moselle : −0,13 %, France hors Mayotte : +2,11 %).
| 1793 | 1800 | 1806 | 1821 | 1831 | 1836 | 1841 | 1846 | 1851 |
| ---- | ---- | ---- | ---- | ---- | ---- | ---- | ---- | ---- |
| 540  | 554  | 567  | 565  | 586  | 638  | 691  | 680  | 674  |

| 1856 | 1861 | 1872 | 1876 | 1881 | 1886  | 1891  | 1896  | 1901  |
| ---- | ---- | ---- | ---- | ---- | ----- | ----- | ----- | ----- |
| 660  | 645  | 640  | 707  | 811  | 1 747 | 6 838 | 8 531 | 8 278 |

| 1906  | 1911  | 1921  | 1926  | 1931  | 1936  | 1946  | 1954  | 1962  |
| ----- | ----- | ----- | ----- | ----- | ----- | ----- | ----- | ----- |
| 8 698 | 9 786 | 7 498 | 3 110 | 3 955 | 5 252 | 1 569 | 3 798 | 2 354 |

| 1968  | 1975  | 1982  | 1990  | 1999  | 2005  | 2006  | 2010  | 2015  |
| ----- | ----- | ----- | ----- | ----- | ----- | ----- | ----- | ----- |
| 3 580 | 3 703 | 3 758 | 3 691 | 3 670 | 4 068 | 4 112 | 4 245 | 4 389 |

| 2020  | 2022  | - | - | - | - | - | - | - |
| ----- | ----- | - | - | - | - | - | - | - |
| 4 454 | 4 457 | - | - | - | - | - | - | - |

### Enseignement
Établissements d'enseignements :
- Écoles maternelles et primaires.
- Collèges à Toul, Foug.
- Lycées  à Toul, Bois-de-Haye.

### Santé
Professionnels et établissements de santé :
- Médecins à Écrouves, Toul, Bruley, Dommartin-lès-Toul, Domgermain, Foug.
- Pharmacies à Écrouves, Toul, Dommartin-lès-Toul, Foug, Gondreville.
- Hôpitaux à Toul, Dommartin-lès-Toul, Liverdun, Neuves-Maisons, Commercy.

### Cultes
- Culte catholique, Paroisse Saint Mansuy du Toulois[40], Diocèse de Nancy.

## Économie
Les historiens s'accordent à décrire une économie essentiellement agricole et viticole, au XIXe siècle :   
« Surface territ.  1 030 hect. cadast., dont 38 o en terres labour., 95 en prés, 82 en bois et 200 en vignes dont les produits sont assez recherchés. L'hectare semé en blé peut rapporter 15 hectol., en orge 20, en avoine 35; planté en vignes 80. Moutons, chevaux et vaches. La vigne est le principal genre de culture. Moulins à blé, un à écorce, scierie. »

### Secteur primaire ouAgriculture
Le secteur primaire comprend, outre les exploitations agricoles et les élevages, les établissements liés à l’exploitation de la forêt et les pêcheurs.
D'après le recensement agricole 2010 du Ministère de l'agriculture (Agreste), la commune d’Écrouves était majoritairement orientée sur la polyculture et le poly-élevage (auparavant même production) sur une surface agricole utilisée d'environ 55 hectares (très inférieure à la surface cultivable communale) en très forte diminution depuis 1988 - Le cheptel en unité de gros bétail s'est réduit de 476 à 15 entre 1988 et 2010. Il n'y avait plus que 3 (20 auparavant) exploitations agricoles ayant leur siège dans la commune employant 2 unités de travail (12 auparavant).

## Culture locale et patrimoine

### Lieux et monuments

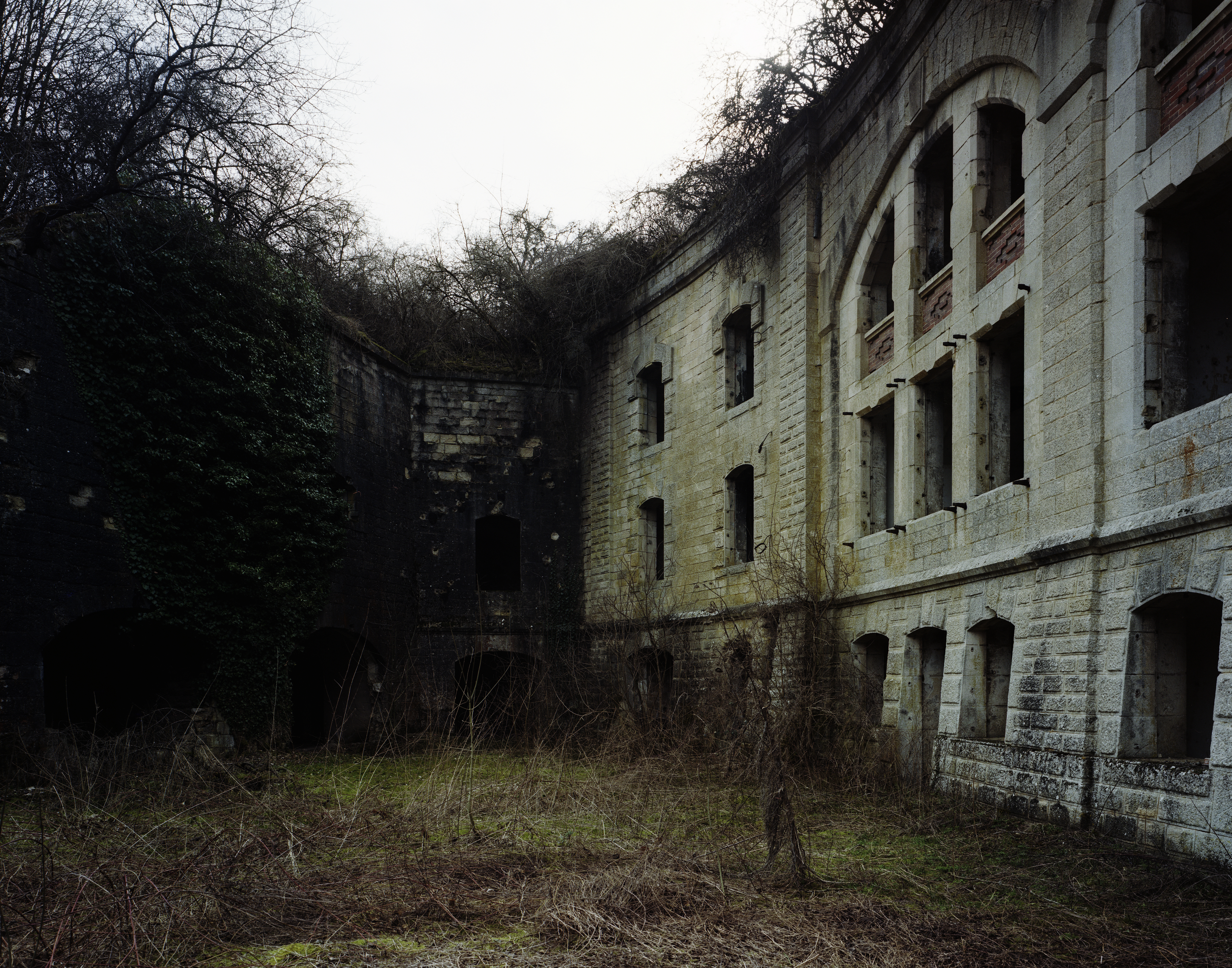
Ancien fort d'Écrouves.
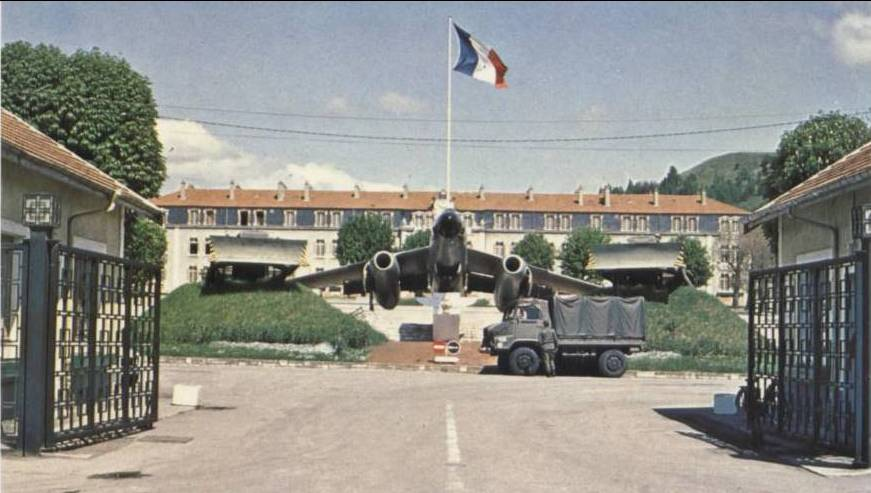
Caserne du 15e RGA Toul.
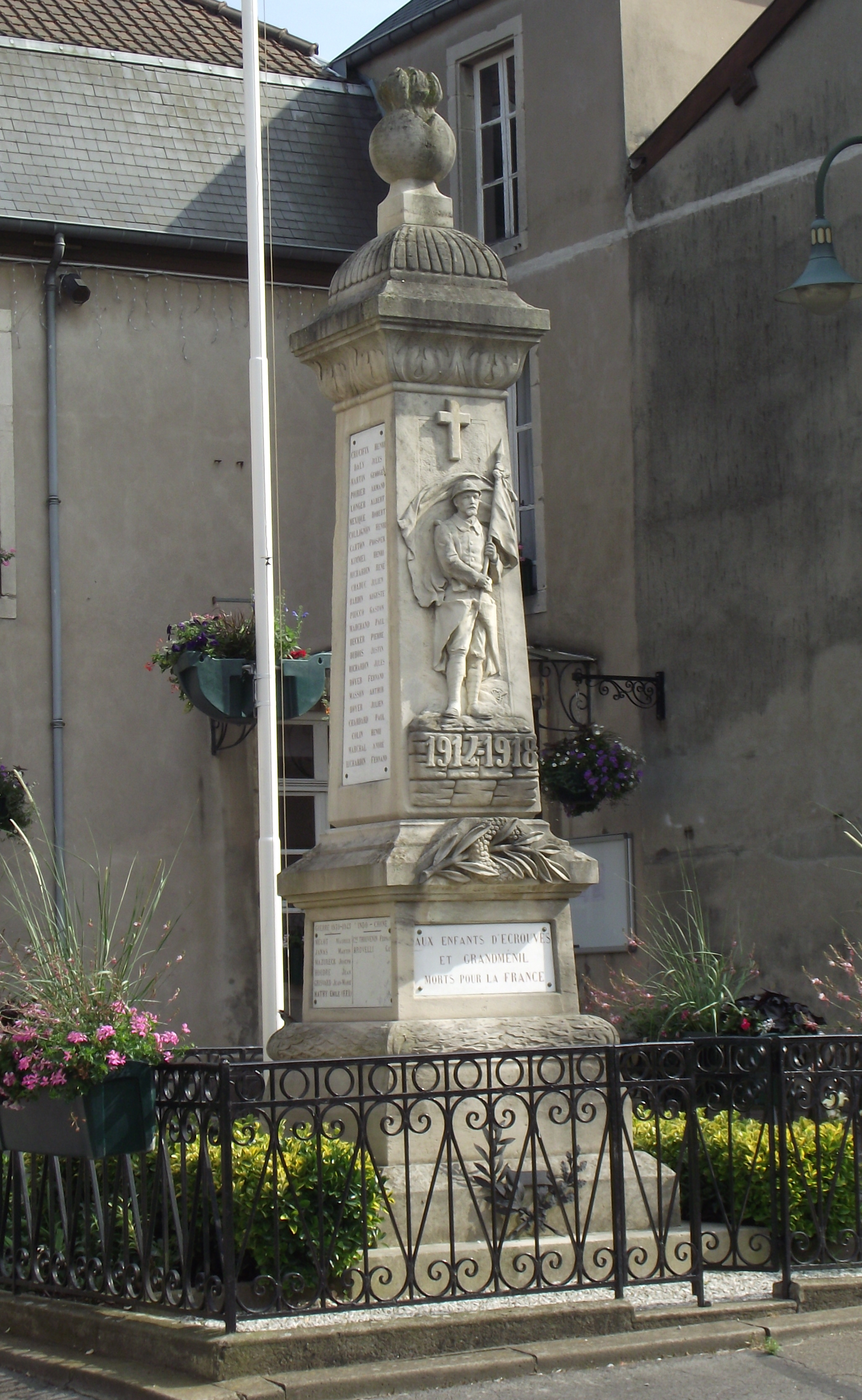
Monument aux morts.
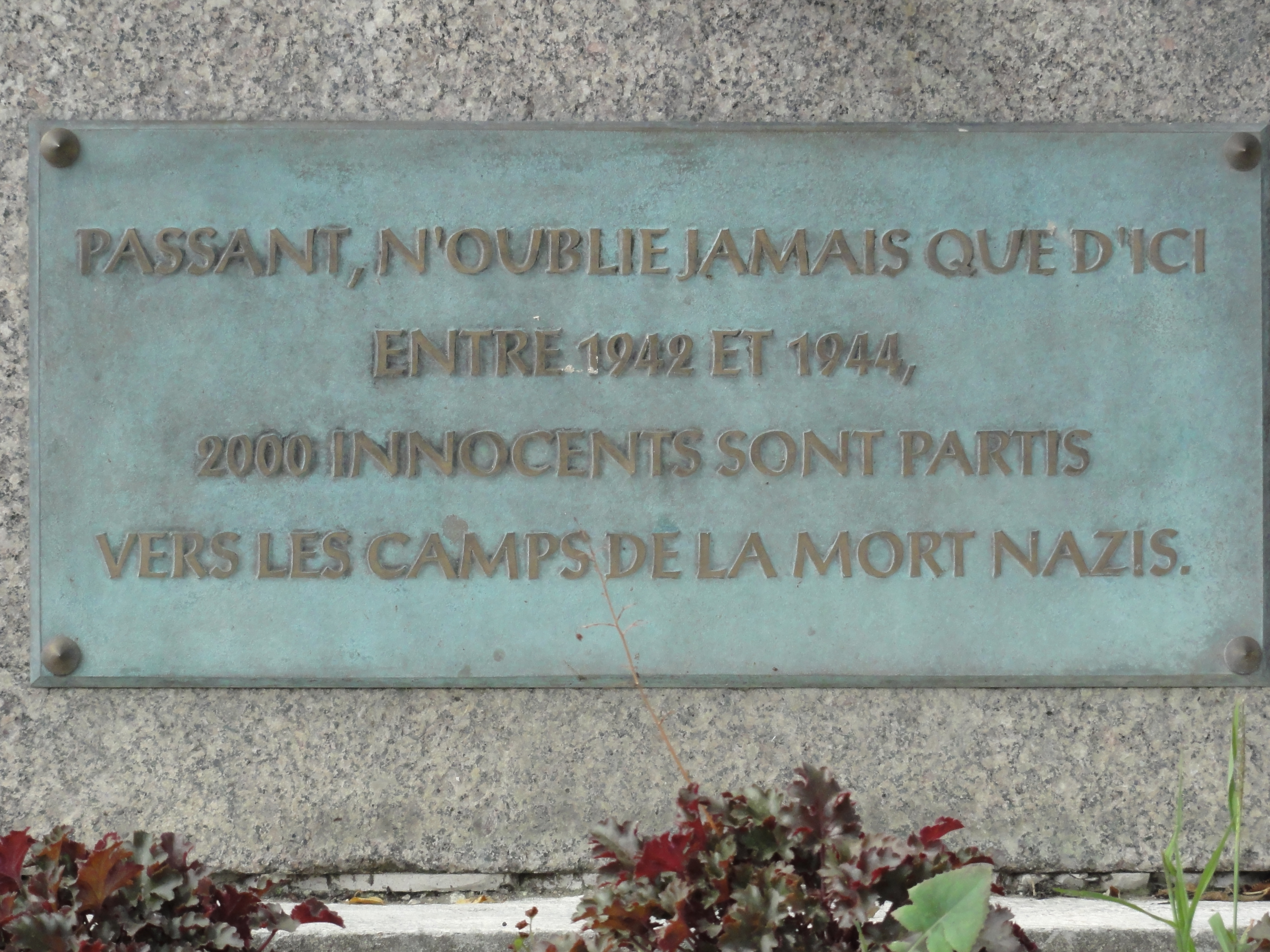
Plaque commémorative de 2 000 déportés.
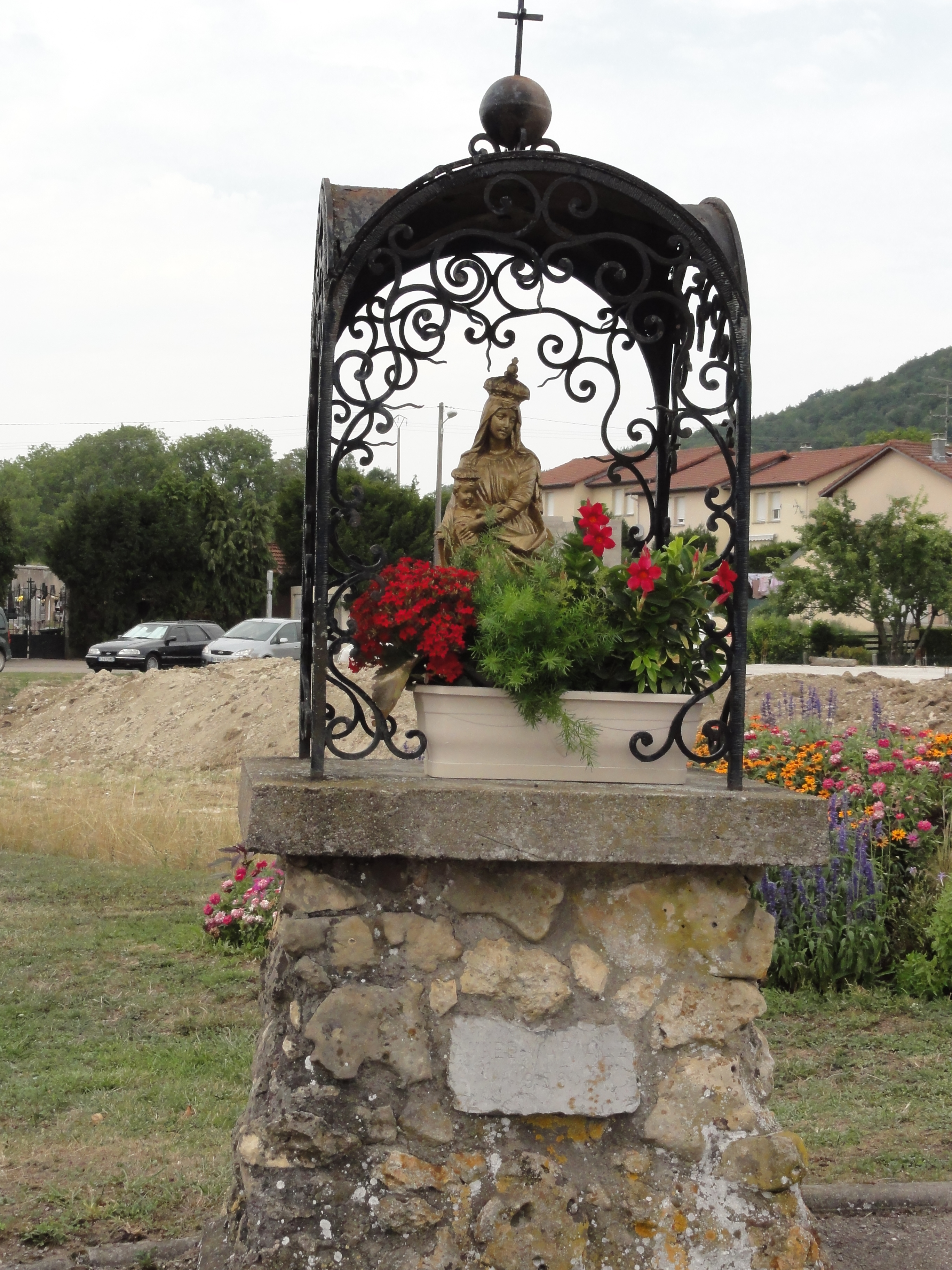
Oratoire de Grandmenil.

- Vestiges de la voie romaine de Reims à Toul[42].
- Ancien fort d’Écrouves.
- Plaque commémorative (localisation : 48° 40' 51.93" N, 5° 51' 3.78" E) et monument (localisation : 48° 40' 43.76" N, 5° 51' 2.93" E) en mémoire des déportés arrêtés à partir du 19 juillet 1942 (date de la rafle de Nancy) et détenus au centre de détention d'Écrouves[43] avant leur déportation dans les camps nazis. 2 000 innocents sont partis de là vers les camps de la mort nazis entre 1942 et 1944.

Une plaque a été apposée par la communauté juive de Nancy devant le centre de détention et un monument a été érigé au bord de la route à proximité. Ce monument a été offert par l'ancien maire d'Écrouves, M. Francis MICHEL zal, en mémoire de tous les déportés, non seulement juifs, mais aussi déportés politiques et résistants.
- Monument aux morts[44] : Conflits commémorés : Guerres 1914-1918 - 1939-1945 - Indochine (1946-1954).

### Édifices religieux
- Église paroissiale Notre-Dame-de-la-Nativité-de-la-Vierge XIIIe, fortifiée XIVe, remaniée XVIIIe/XIXe, sur une ancienne source miraculeuse, et englobant une tour XIIe à baies géminées et sculptures mutilées; abside XIIIe à modillons ornés, deux puits ; statues XIVe[45],[46],[47], vitrail blanc XIIIe[48], vestiges de peintures murales XIVe[49]. L'église est classée au titre des monuments historiques par arrêté du 26 décembre 1883[50].

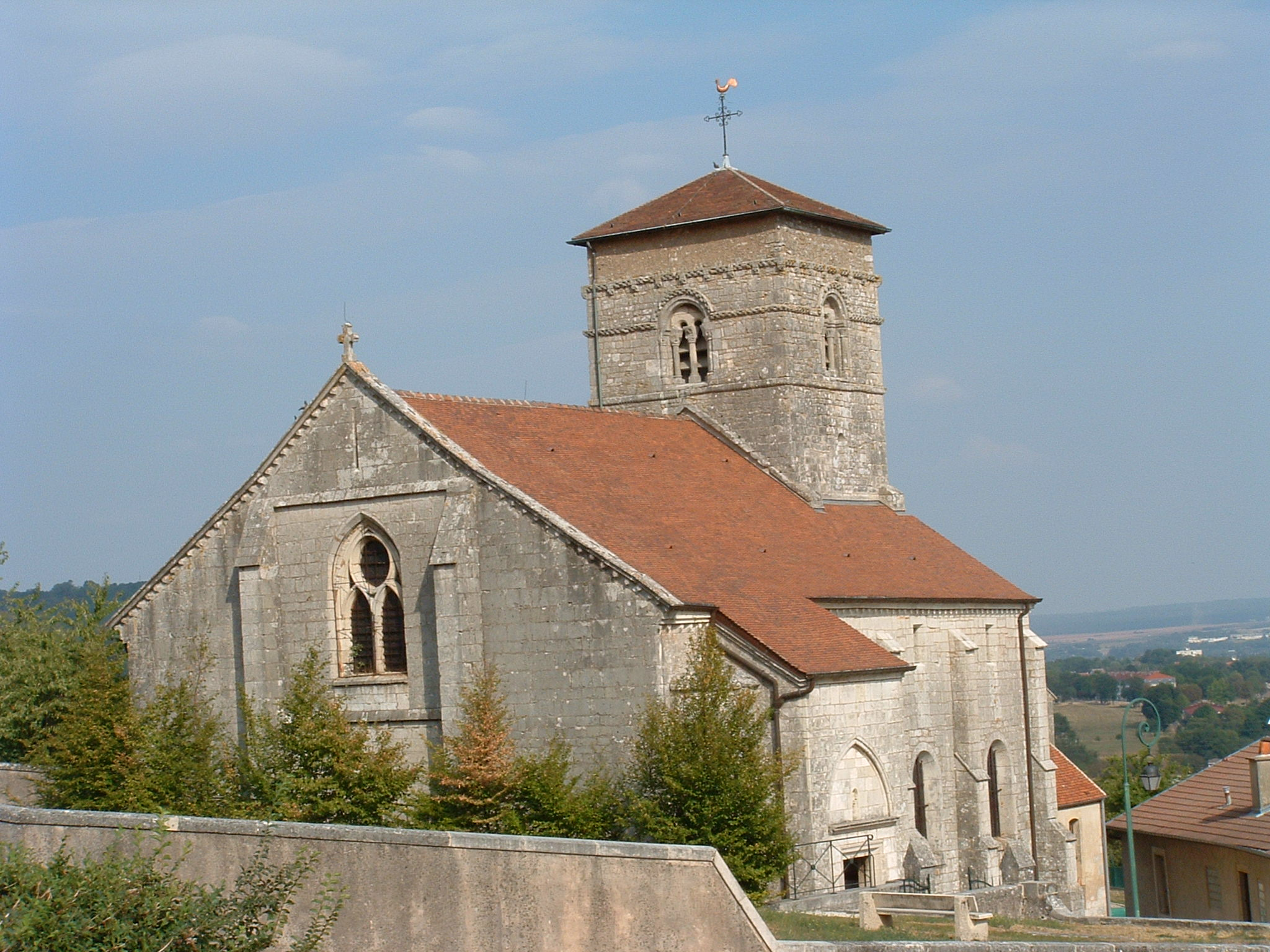
Église Notre-Dame-de-la-Nativité-et-de-la-Vierge.
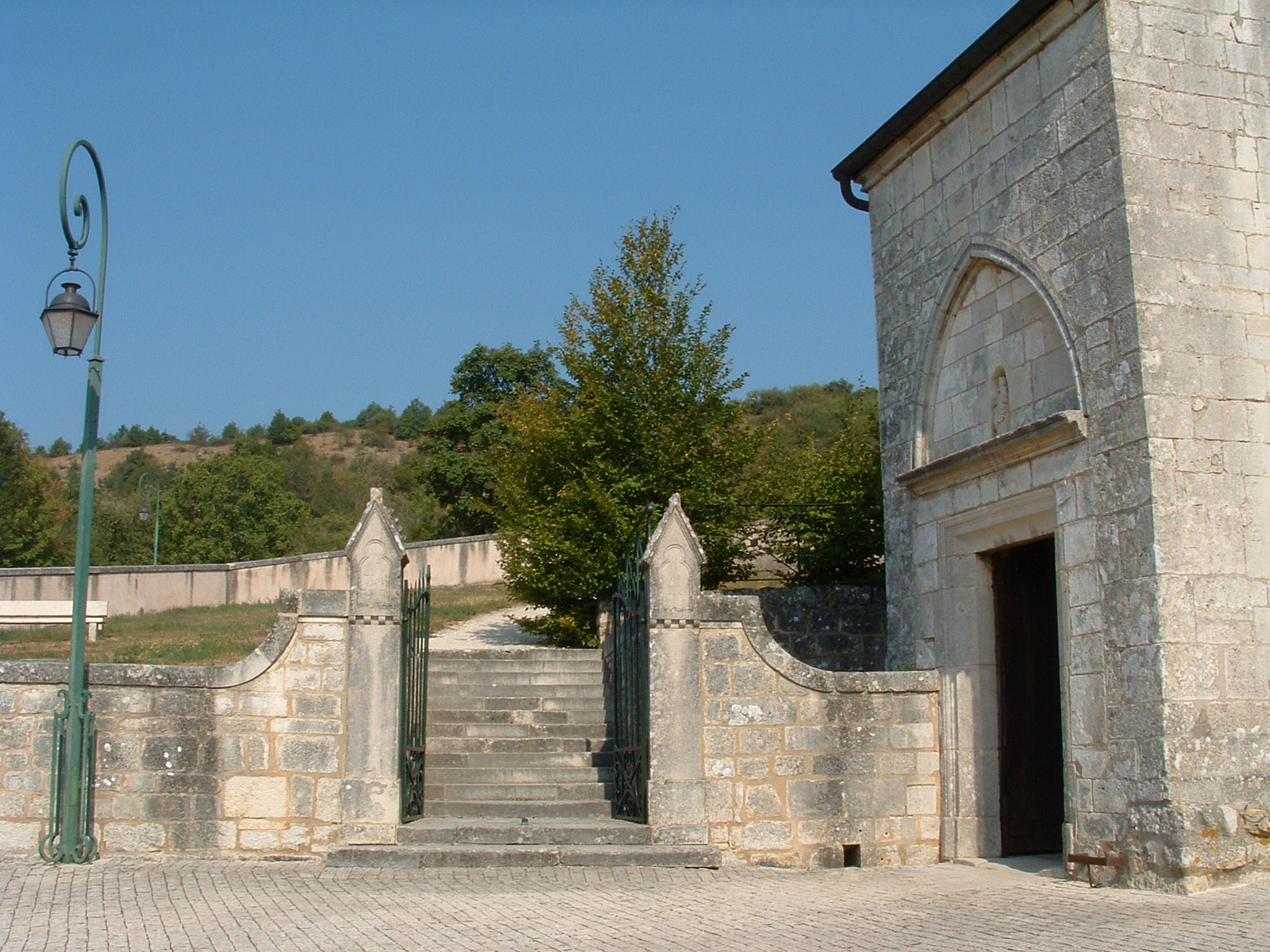
Entrée de l'église.
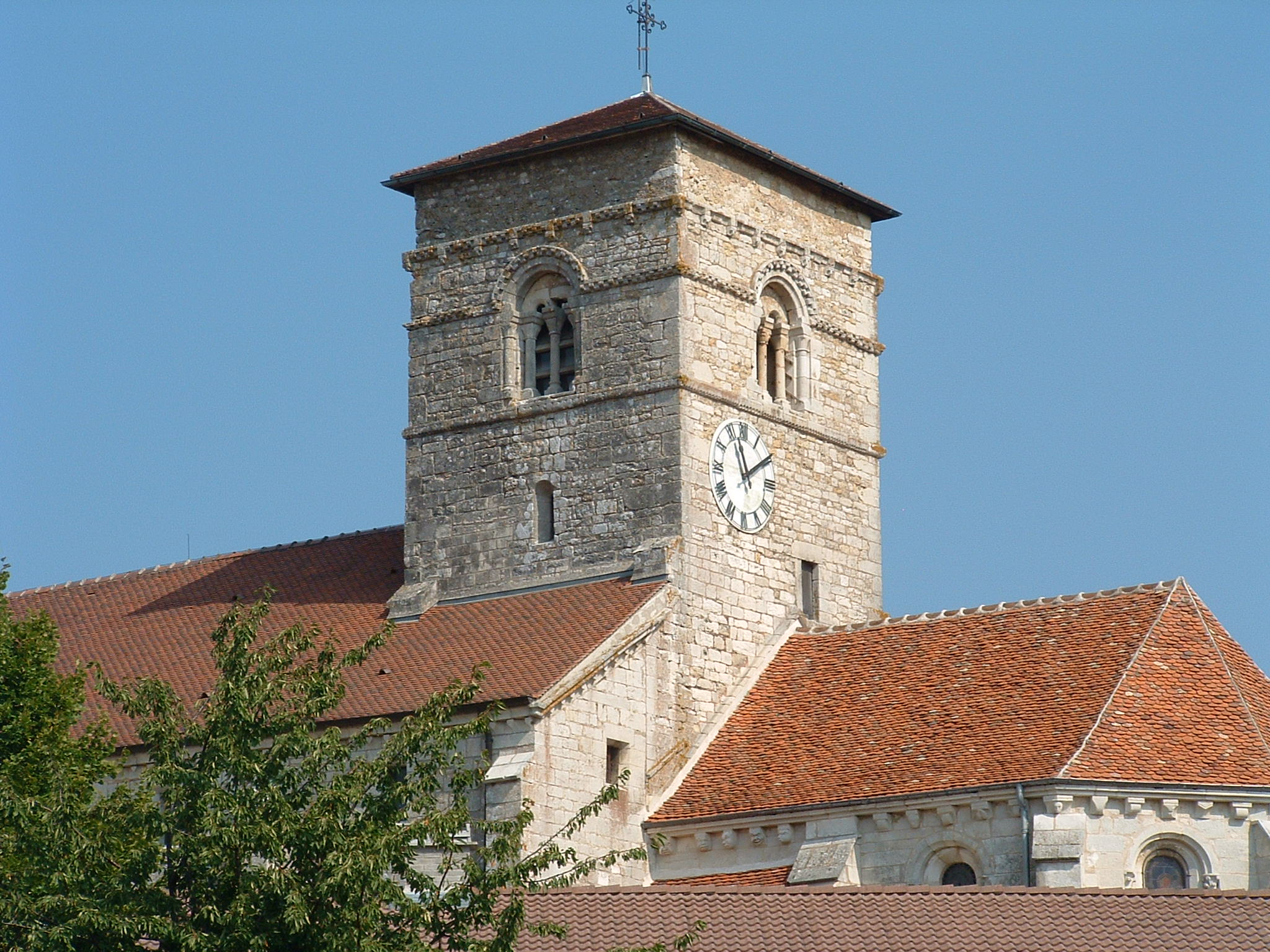
Clocher de l'église.
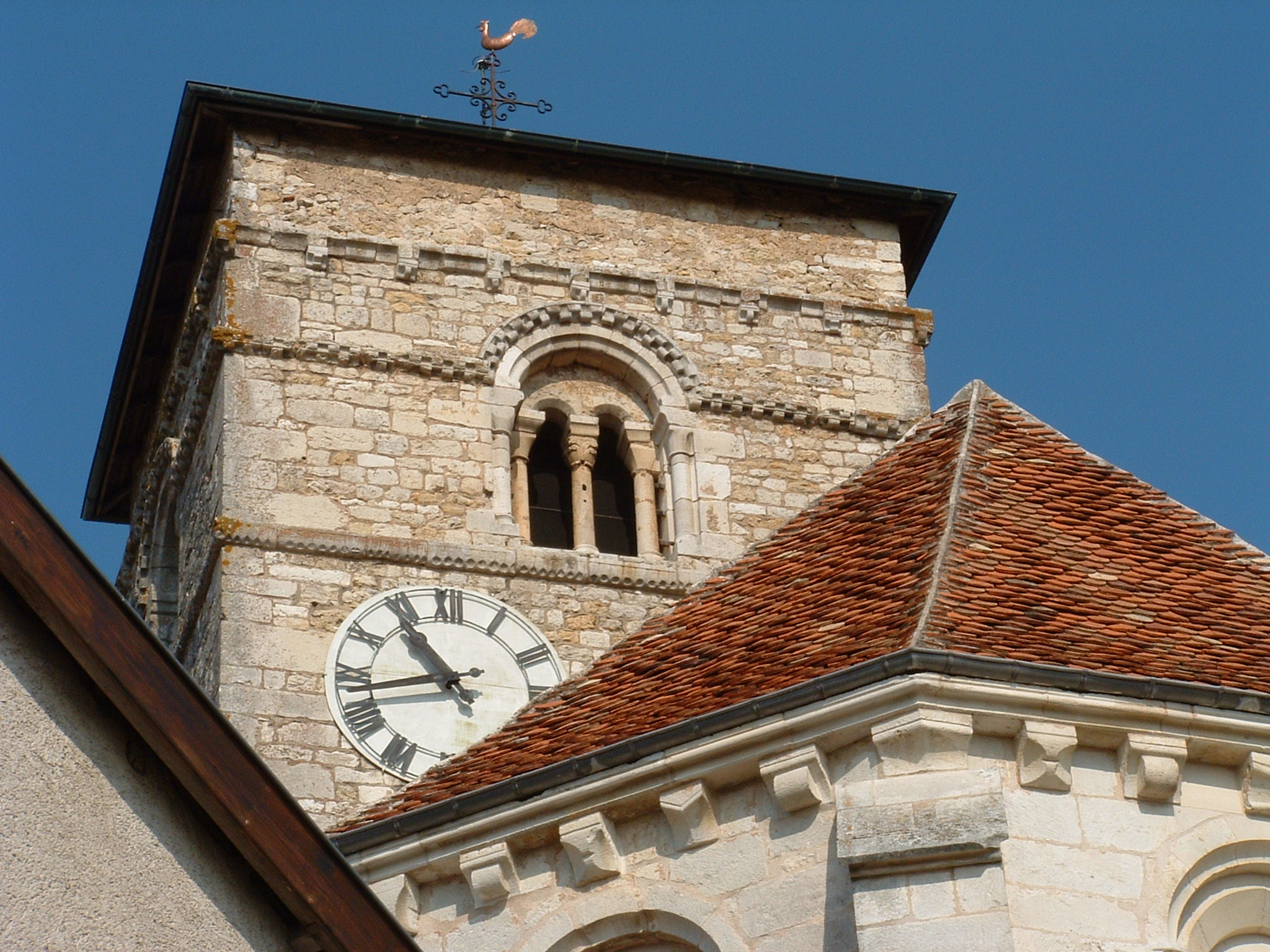
Détail de l'église.
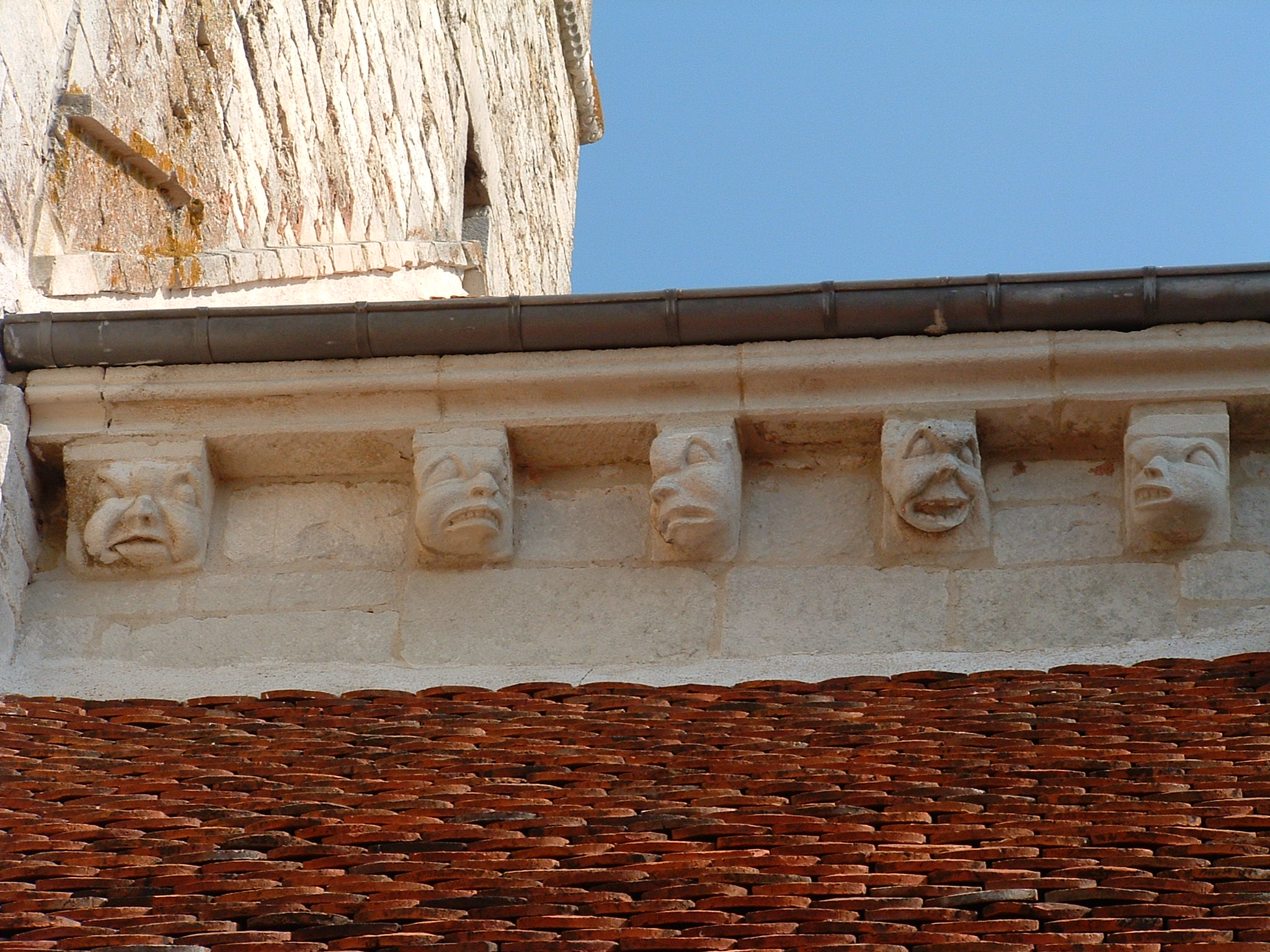
Autre détail extérieur.
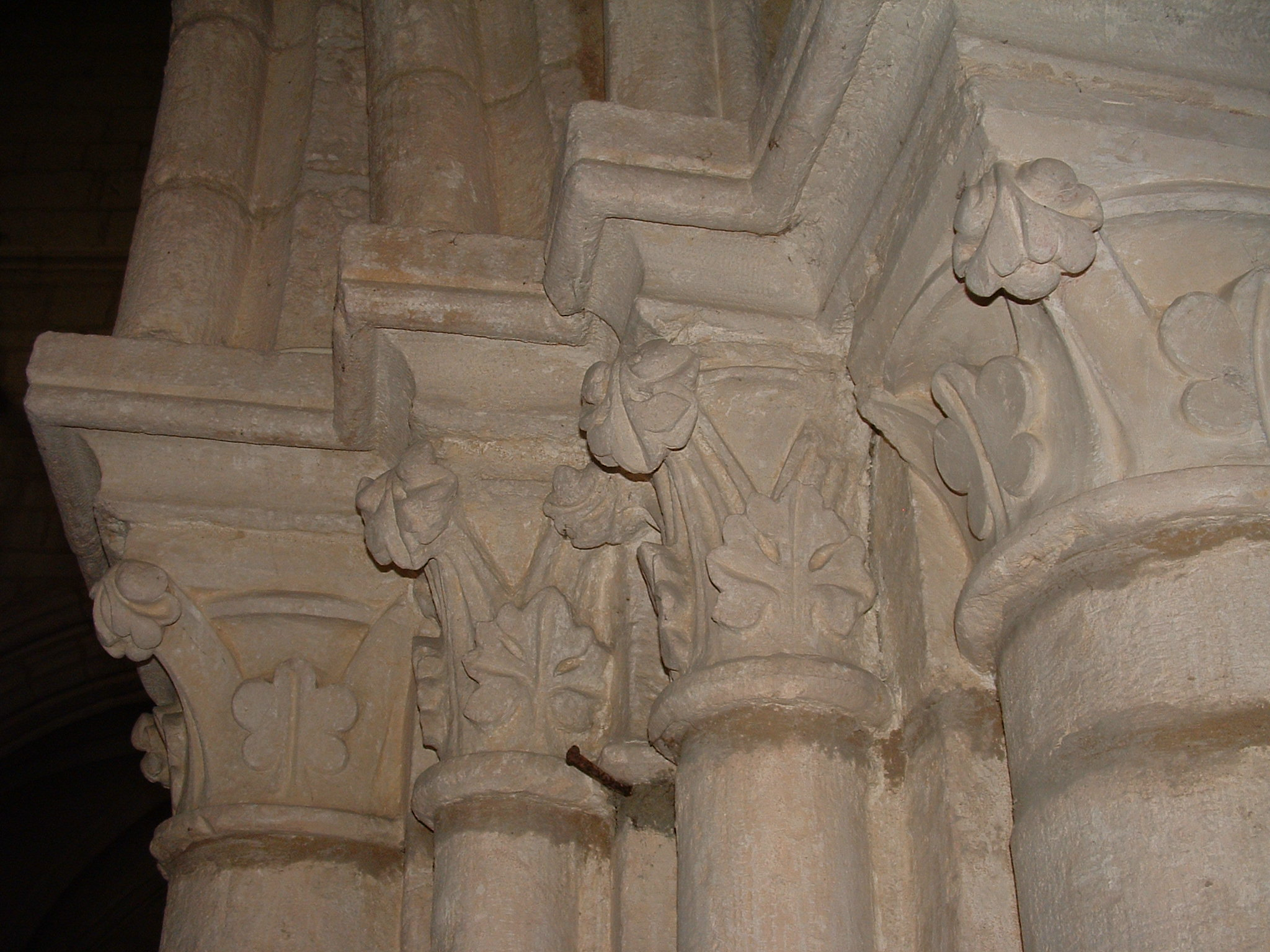
Détail intérieur.
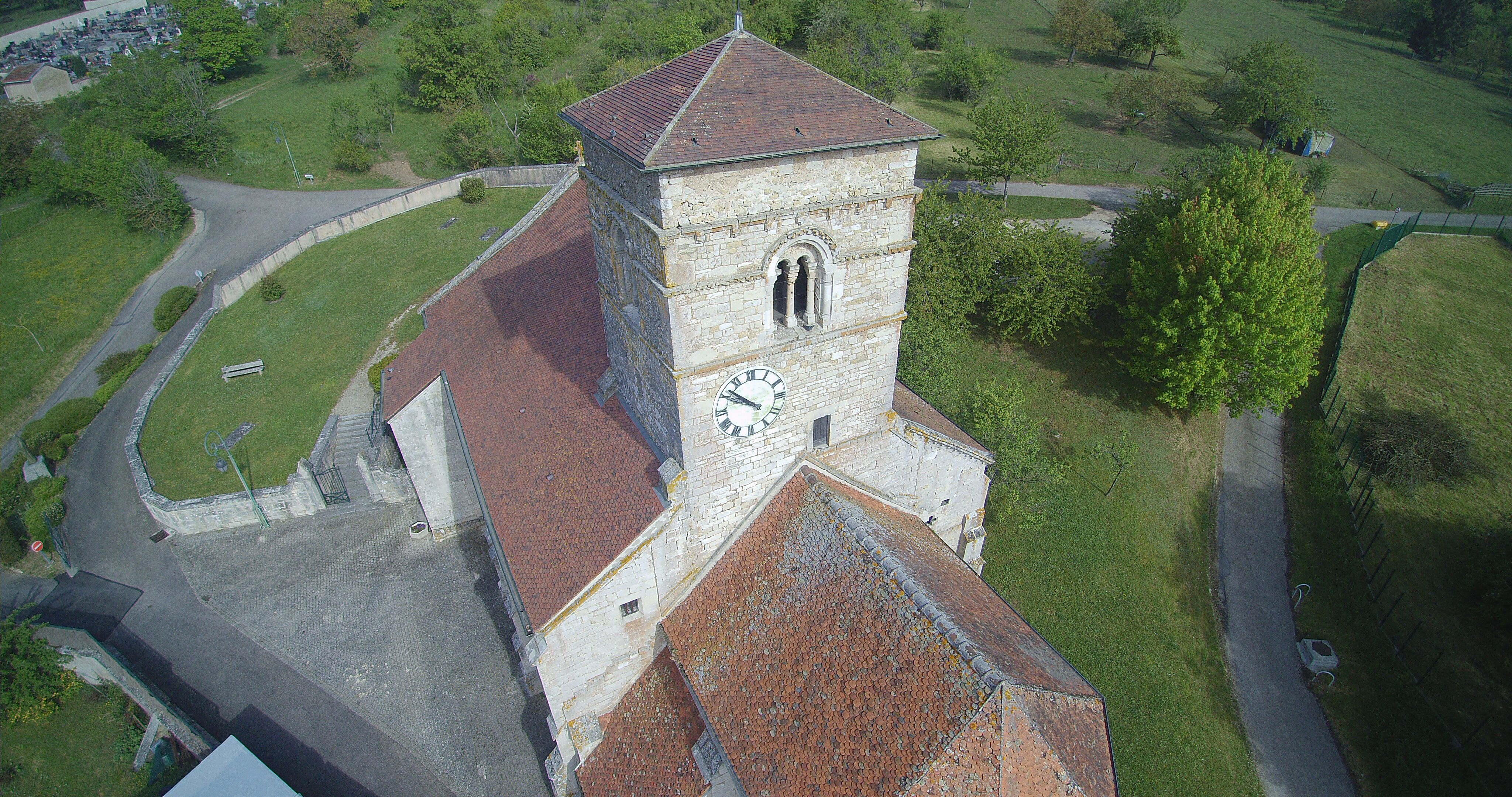
Vue d'en haut.
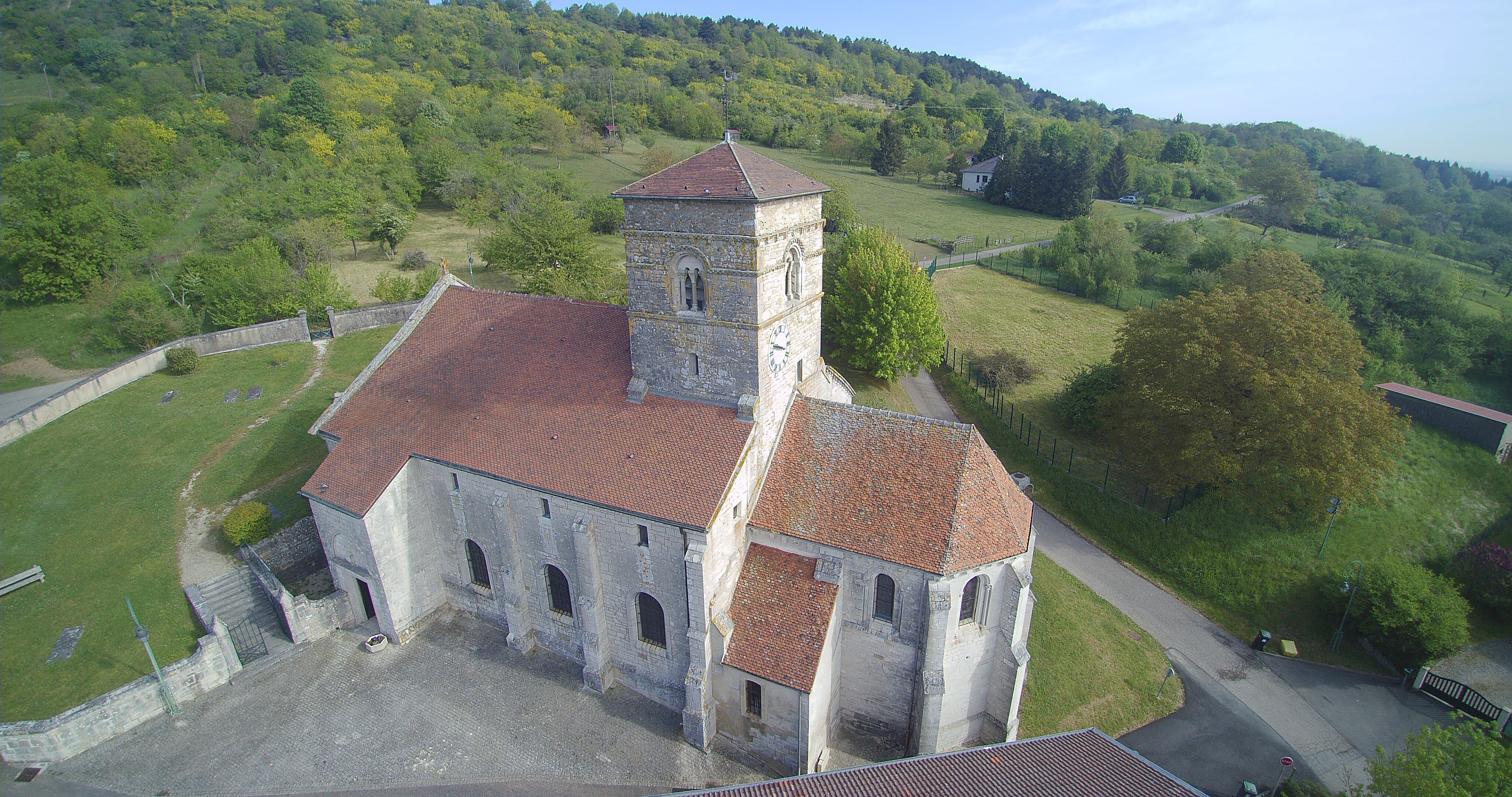
Vue d'en haut.

- Église Saint Barthelémy à Grandménil, chœur XIIIe[51].
- Église Sainte-Jeanne-d'Arc, moderne, construite en 1968 à Bautzen[26].
- Église de Jésus-Christ des saints des derniers jours (Mormons)[52],[53].

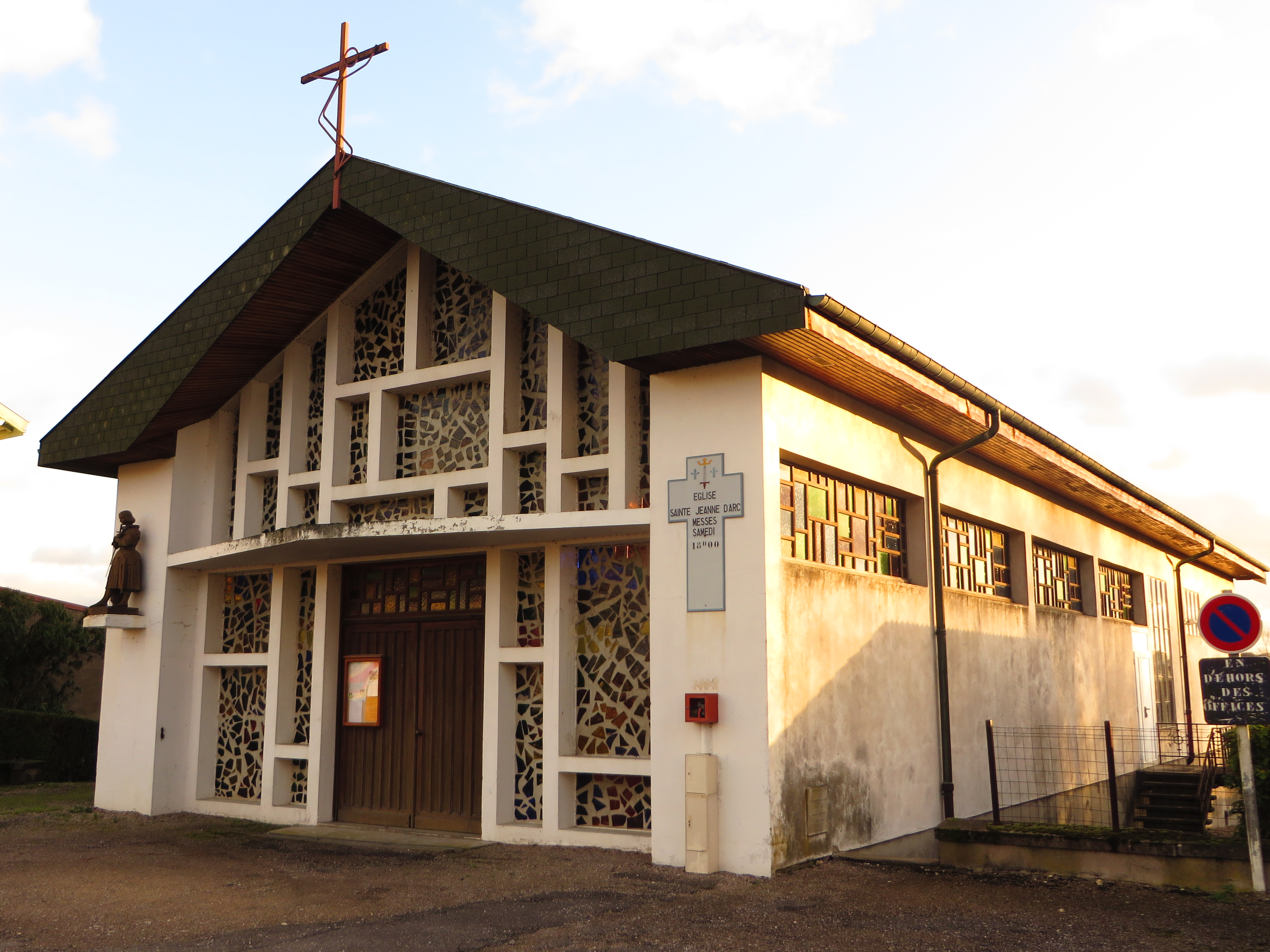
Église Sainte-Jeanne-d'Arc à Bautzen.
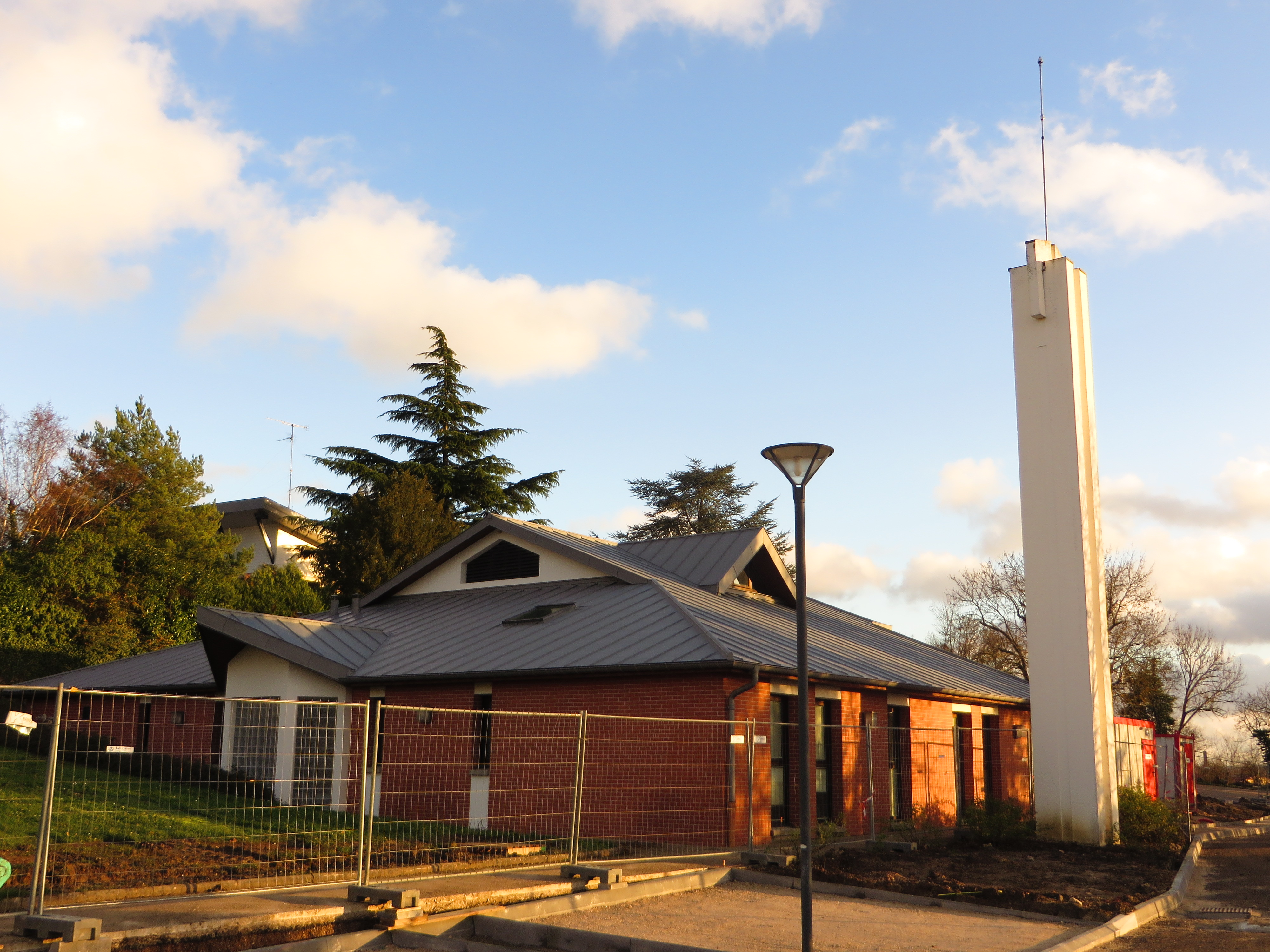
Église de Jésus-Christ-des-Saints-des-Derniers-Jours.

### Personnalités liées à la commune
- Georges Guérin, né à Grandménil, est cofondateur de la Jeunesse ouvrière chrétienne.
- Anne Gacon (1913-1987), artiste peintre journaliste et correspondante de guerre, née Anne-Marie Plenet à Écrouves.

### Héraldique
| Blason de {{{commune}}} | Blason  | Écartelé en sautoir, en chef d'azur au donjon d'argent, à dextre de gueules à la grappe de raisin d'argent, à senestre de gueules au dextrochère d'argent paré des rois de France duquel s'égouttent deux gouttes d'argent et en pointe d'azur à trois fleurs de lys d'or mal ordonnées.      |
| Blason de {{{commune}}} | Détails | L'écartelé renvoie à l'écartèlement de la commune en ses quatre quartiers ; le donjon à son rôle militaire avec le fort ; le raisin à son passé viticole ; le dextrochère à sa source miraculeuse ; les lys à la France. Écrouves a adopté ses armoiries en conseil municipal le 31 mai 1961. |